# Hanover (Nuevo México)
Hanover es un lugar designado por el censo ubicado en el condado de Grant en el estado estadounidense de Nuevo México. En el Censo de 2010 tenía una población de 167 habitantes y una densidad poblacional de 46,16 personas por km².

## Geografía
Hanover se encuentra ubicado en las coordenadas 32°48′53″N 108°5′23″O / 32.81472, -108.08972. Según la Oficina del Censo de los Estados Unidos, Hanover tiene una superficie total de 3.62 km², de la cual 3.62 km² corresponden a tierra firme y (0%) 0 km² es agua.

## Demografía
Según el censo de 2010, había 167 personas residiendo en Hanover. La densidad de población era de 46,16 hab./km². De los 167 habitantes, Hanover estaba compuesto por el 80.84% blancos, el 0% eran afroamericanos, el 2.99% eran amerindios, el 0% eran asiáticos, el 0% eran isleños del Pacífico, el 11.38% eran de otras razas y el 4.79% pertenecían a dos o más razas. Del total de la población el 71.86% eran hispanos o latinos de cualquier raza.